# Valletot
Valletot – miejscowość i gmina we Francji, w regionie Normandia, w departamencie Eure.
Według danych na rok 1990 gminę zamieszkiwało 231 osób, a gęstość zaludnienia wynosiła 40 osób/km² (wśród 1421 gmin Górnej Normandii Valletot plasuje się na 674. miejscu pod względem liczby ludności, natomiast pod względem powierzchni na miejscu 627.).